# Авраамий Затворник
Авраамий Затворник (2-я треть XIII — начало XIV века) — инок Киево-Печерского монастыря, пресвитер. Святой Русской церкви, почитается в лике преподобных, память совершается (по юлианскому календарю): 28 сентября (Собор преподобных отцов Киево-Печерских Ближних пещер) и 29 октября.
Сведений о жизни преподобного Авраамия не сохранилось, в связи с чем исследователи датируют время его жизни второй третью XIII — началом XIV века, объясняя это тем, что о киево-печерских святых домонгольского периода сохранились относительно подробные биографические данные. Мощи Авраамия находятся в Ближних (Антониевых) пещерах Киево-Печерского монастыря между мощами преподобномученика Анастасия и 12-ти преподобных греческих мастеров.
Местное почитание началось при митрополите Петре (Могиле), который в 1643 году установил празднование Собора преподобных отцов Ближних и Дальних пещер. Начиная с конца XVII века имя Авраамия упоминается в числе святых «града Киева». Общецерковное почитание началось после разрешения Святейшего синода во второй половине XVIII века включать в общецерковные месяцесловы имена ряда киевских святых.